# Lý thuyết khoa học
Một lý thuyết khoa học là một cách giải thích một lĩnh vực nào đó của thế giới tự nhiên mà có thể, căn cứ theo phương pháp khoa học, được kiểm nghiệm lặp lại được, sử dụng một phương cách quan sát và thực nghiệm đã được định sẵn. Những lý thuyết khoa học đã được công bố đã đứng vững trước sự xem xét kĩ lưỡng và là một thể thức bao hàm toàn diện của kiến thức khoa học.

## Các ví dụ về lí thuyết khoa học
- Sinh học: học thuyết tế bào
- Hóa học: thuyết Lewis, thuyết phân tử
- Vật lí: thuyết nguyên tử, Big Bang, thuyết trường lượng tử
- Khác: Thuyết biến đổi khí hậu (từ khí hậu học),[4] thuyết mảng kiến tạo (từ địa chất học)